# Онайда (град)
 Тази статия е за града в щата Ню Йорк.  За други значения вижте Онайда (пояснение).
Онайда (на английски: Oneida) е град в окръг Медисън в американския щат Ню Йорк. Градът и окръг Онайда са кръстени на племето онайда, което е имало голяма територия тук около езерото Онайда по време на колониалния период.

## География
Според Бюрото за преброяване на населението на Съединените щати градът има обща площ от 57 km2. Населението му е 10 329 души при преброяването през 2020 г.

## История
В периода след революцията централен и западен щат Ню Йорк са заселени от много мигранти от Нова Англия. С развитието на канала Ери в началото на XIX век движението на хора се разширява към Средния запад, тъй като търговията се увеличава. Развитието на Онайда започна да се ускорява с откриването на нови търговски пътища, особено в периода, първоначално след изграждането на канала и захранващия канал на езерото Онайда и свързаната с него железопътна спирка, свързвайки го с основните търговски мрежи.
На 20 юни 1848 г. селището Онайда е включено като част от по-големия град Ленокс на запад, но през 1896 г. е утвърдено като независимо, а на 28 март 1901 г. е обявен за град.

## Известни личности
Родени в Онайда
- Майк Лупика (1952 – ), писател

- Панорамна карта от 1874 г.
- Главната улица, 1907 г.
- Сградата Фарнам